# Charlie Arnaiz
Carlos Arnaiz Esclapes (Alicante, 1975) es productor ejecutivo, guionista y director de documentales español. En 2017 fundó, junto a su socio Alberto Ortega, la productora audiovisual Dadá Films & entertainment.

## Trayectoria
Hijo de padre bilbaíno y madre alicantina, estudia la EGB en el Colegio Agustinos de Alicante para pasar más tarde a realizar sus estudios de bachillerato en el Instituto Jorge Juan de esta misma ciudad.
En el año 2001 obtiene la Licenciatura en Filología Hispánica por la Universidad de Alicante, bajo el magisterio de profesores como Ángel Luis Prieto de Paula, José Carlos Rovira o el poeta Guillermo Carnero, entre otros.

### Trayectoria musical
Durante los años noventa forma trío acústico junto a los músicos Vicente Carrasco (guitarra) y David García (coros, guitarra y violín), con el que realiza más de cien conciertos por diferentes lugares de la Comunidad Valenciana, lo que supone su primera aproximación al mundo de la música.
Tras la desintegración de este primer proyecto musical, en el año 2.000 vuelve con una nueva formación, Indras, compuesta por Charlie Arnaiz (voz), Vicente Carrasco (guitarra), Jaime Córdoba (teclado), Iván Mingot (bajo) y Cuco Darbonnens (batería). Será con este grupo con quien se mudará a Madrid en el año 2002 para poner todos los esfuerzos en labrarse una carrera profesional dentro de la industria. Indras publicaron tres álbumes: Indras (2004, Zero Records), Lejos del altar (2007, Vale Music / Universal Music Spain) y Misión Amarte (2010, Paul Music). Tuvo diferentes singles en las principales emisoras de radio y canciones como “Priscila” o “Canción optimista” se convirtieron en singles que les llevaron a realizar conciertos y giras por diferentes partes de España, compartir escenario con las principales figuras de la música española o a crear la sintonía de diferentes proyectos como la serie de dibujos “Phineas y Ferb” (2008, Disney), la canción oficial de la Eurocopa del 2008 (“Listos para ganar”) o la canción “Nada nos puede parar”, himno de la Fórmula 1 (Antena 3).
Tras la disolución de la banda, emprende otros proyectos en el mundo del entretenimiento y la producción audiovisual.
Ha desarrollado diferentes charlas y cursos orientados a nuevas oportunidades en el mundo de la música.

### Trayectoria audiovisual
Durante el año 2008 comienza a trabajar llevando la producción y gestión de contenidos del programa Sexto Nivel (La Sexta) conducido por la periodista Sara Carbonero. Allí conoce a Alberto Ortega, persona con quién comienza a pensar en crear en el futuro su propia productora.
En el año 2014 crea Por amor al arte producciones S.L, productora audiovisual con la que desarrollan los primeros trabajos documentales firmados por la dupla Arnaiz-Ortega. En concreto, en 2016 estrenan Aunque tú no lo sepas. La poesía de Luis García Montero (Por amor al arte producciones S.L., RTVE, Canal Sur), ópera prima estrenada en el Festival de Cine de Málaga y con la que consiguen cierto reconocimiento, ganando diversos premios y asistiendo a diferentes festivales y numerosos actos en compañía del poeta granadino. La película fue editada junto a un libro por la editorial Visor (“Aunque tú no lo sepas”, Visor, 2018) y un año más tarde, en colaboración con el Lab de RTVE lanzan el Webdoc “Memoria de futuro donde se cuenta la relación de Luis García Montero con la nueva generación de poetas españoles (Elvira Sastre, Marwan, Escandar Algeet y Guillermo Galván). El proyecto se estrena con motivo del “Día mundial de la poesía” obteniendo un tremendo impacto y miles de visitas en pocas horas, consiguiendo convertirse en un exitoso proyecto transmedia.
En 2017, escriben y dirigen el documental Ramoncín. Una vida en el filo (Warner Music Spain, Amazon Prime), película que cuenta la trayectoria del polifacético y polémico artista madrileño.
En ctubre de 2017 y junto a su compañero Alberto Ortega crean Dadá Films & Entertainment una productora especializada en la creación de contenidos con la que siguen llevando a cabo diferentes proyectos audiovisuales. Entre otros:
- Generación instantánea (Playz, RTVE. 2017): producción ejecutiva y codirección. Serie documental sobre la nueva generación de fotógrafos españoles que triunfan más allá de nuestras fronteras. Episodios dedicados a Laia Abril, Cristina de Middel, Ricardo Cases u Óscar Monzón, entre otros.
- Poesía eres tú (Fundación Loewe. 2018): producción, guion y codirección. Coincidiendo con el treinta aniversario del premio Loewe de poesía, llevan a cabo este especial documental de marca donde cuentan con algunas de las figuras más importantes de la literatura española.
- Niña Pastori. Realmente volando (Sony Music Spain, 2018). Producción, guion y codirección.
- El punto frío (Playz, RTVE. 2018): producción ejecutiva. Micro serie de ficción. La serie contó con dos proyectos transmedia: un vlog especializado en experiencias paranormales y una serie de podcast que cuenta con la colaboración de Teo Rodríguez y el departamento de Ficción Sonora.
- Camilo Sinfónico (Sony Music Spain, RTVE. 2019): producción ejecutiva. Película documental sobre la vida del músico Camilo Sesto. Dirigida por Óscar García Blesa y editada junto a su último álbum discográfico. La cinta tuvo una versión emitida por “Imprescindibles” de la2 convirtiéndose en el programa con mayor audiencia desde el estreno del programa.
- Salvemos nuestro Mediterráneo. Producción de postproducción. (Fox / National Geographic. 2019).
- Un país en Labordeta: producción ejecutiva, guion y codirección (RTVE. 2019). Película documental sobre el cantautor, político, presentador y escritor aragonés, José Antonio Labordeta.
- Manuel Carrasco. Me dijeron de pequeño (2019, Universal Music Spain, Amazon Prime): producción, guion y codirección.
- El mundo fuera (2020, Dadá F&E, Mow Management y GTS Entertainment): codirector, productor ejecutivo y coguionista. Película documental que cuenta el proyecto colaborativo llevado a cabo por el artista Alejandro Sanz.
- Anatomía de un Dandy[4] (2020, Por amor al arte producciones S.L., Malvalanda, RTVE) Producción ejecutiva y codirección. Película documental que traza la trayectoria vital y literaria de Francisco Umbral, uno de los escritores más importantes del siglo XX. Estrenado en el Festival de Cine de Valladolid (Seminci) está nominada a Mejor Película Documental en los Premios Goya 2020 como Mejor película documental.
- Llámalo X: (Playz, RTVE) Producción ejecutiva. Presentado por la periodista Noemí Casquet, el programa trata cuestiones relacionadas con el mundo del sexo desde un punto de vista novedoso.
- La matemática del espejo (La2, RTVE). Producción ejecutiva. Programa de entrevistas en profundidad conducido por el periodista Carlos del Amor.
- Ciencia de la vida: longevidad (Fox, National Geographic). Producción ejecutiva. Por estrenar.